# Diego Hurtado de Mendoza e Silva, 2.º Marquês de Cañete
Diego Hurtado de Mendoza e Silva foi Marquês de Cañete e Vice-rei de Navarra. Exerceu o vice-reinado de Navarra entre 1534 e 1542. Antes dele o cargo foi exercido por Martín de Córdoba e Velasco. Seguiu-se-lhe Juan de Vega.